# Sandra Bogavac
Sandra Bogavac (ur. 27 stycznia 1993) – czarnogórska lekkoatletka, młociarka.

## Osiągnięcia
| Rok  | Impreza                                | Miejsce   | Lokata      | Wynik |
| ---- | -------------------------------------- | --------- | ----------- | ----- |
| 2009 | III liga drużynowych mistrzostw Europy | Sarajewo  | 8. miejsce  | 29,03 |
| 2010 | III liga drużynowych mistrzostw Europy | Marsa     | 10. miejsce | 28,38 |
| 2011 | III liga drużynowych mistrzostw Europy | Reykjavík | 9. miejsce  | 33,34 |
| 2012 | Zimowy puchar Europy w rzutach         | Bar       | 15. miejsce | 41,75 |

## Rekordy życiowe
- Rzut młotem – 44,49 (2013) rekord Czarnogóry[2]